# Pseudacteon pullum
Pseudacteon pullum är en tvåvingeart som beskrevs av Mikhailovskaya 1995. Pseudacteon pullum ingår i släktet Pseudacteon och familjen puckelflugor. Inga underarter finns listade i Catalogue of Life.